# Amobarbital
 Denne artikel bør gennemlæses af en person med fagkendskab for at sikre den faglige korrekthed.

Amorbarbital er et lægeligt bedøvelsesmiddel. 
| Farmakologi | Spire Denne artikel om farmakologi er en spire som bør udbygges. Du er velkommen til at hjælpe Wikipedia ved at udvide den. |